# Diriomo
Diriomo là một khu tự quản thuộc tỉnh Granada, Nicaragua. Khu tự quản Diriomo có diện tích 50 ki lô mét vuông. Đến thời điểm năm 2005, huyện Diriomo có dân số 22352 người.